# Svartkobbarna
Svartkobbarna är skär i Åland (Finland). De ligger i Skärgårdshavet, Norra Östersjön eller Ålands hav och i kommunen Kökar i landskapet Åland, i den sydvästra delen av landet. Öarna ligger omkring 70 kilometer sydöst om Mariehamn och omkring 220 kilometer väster om Helsingfors.
Arean för den av öarna koordinaterna pekar på är 0,4 hektar och dess största längd är 100 meter i nord-sydlig riktning. Trakten är glest befolkad. Närmaste större samhälle är Kökar, 17,5 km norr om Svartkobbarna.